# Богданівка (Золочівський район)
Богдані́вка — село в Україні, у Красненській селищній громаді Золочівського району Львівської області. Населення становить 282 особи. Колишній орган місцевого самоврядування — Задвірська сільська рада, якій також підпорядковувалися села Задвір'я, Богданівка та Полоничі, від 12 червня 2020 року — у складі Красненської селищної громади.

## Історія
Богданівка заснована між 1785—1802 роками при дідичеві села Полоничі Богдані, належала до громади Полоничі, домінії Задвір'я, циркулу Золочів Королівства Галичини та Володимирії.

### Період збройної боротьби ОУН та УПА
У період збройної боротьби ОУН та УПА в Богданівці діяли: станиці ОУН (чоловіча та жіноча), боївка Служби Безпеки Глинянського районного проводу ОУН під командуванням Володимира Макаровського-«Чайки», а також частково боївка Служби Безпеки Крайового Проводу та відділи УПА. Серед мешканців села учасників Збройного Підпілля, котрі дожили до незалежності України була Броніслава Шевців (1923-2011), псевдо «Квітка» та «Ластівка» — станична, підрайонова жіночої мережі та кур'єр Крайового Проводу ОУН, політв'язень радянських концтаборів.

## Населення

### Мова
Розподіл населення за рідною мовою за даними перепису 2001 року:
| Мова       | Кількість | Відсоток |
| ---------- | --------- | -------- |
| українська | 282       | 100%     |